# Solomys salamonis
Solomys salamonis là một loài động vật có vú trong họ Chuột, bộ Gặm nhấm. Loài này được Ramsay mô tả năm 1883.